# Не меняйте вашего мужа
«Не меняйте вашего мужа» (англ. Don't Change Your Husband) — немая американская кинокомедия, снятая режиссёром Сесилом Блаунтом Демиллем в 1918 году.
Премьера фильма состоялась 26 января 1919 года.

## Сюжет
Забавная комедийная битва между женщинами и мужчинами, которая происходит в высшем свете после Первой мировой войны. Романтичная Лейла чувствует всё большую неприязнь к мужу Джеймсу Портеру, крупному производителю клея. Муж — большой неряха, от которого постоянно пахнет луком, выглядит он не лучшим образом. Он больше заботится о зарабатывании денег, чем о том, чтобы сделать Лейлу счастливой.
После того, как Лейла развелась с ним и вышла замуж за роскошного, стильного плейбоя Шайлера Ван Сатфена, вскоре она замечает, что Сатфен — азартный игрок, а бывший муж выглядит довольно прилично…
Лейла в итоге возвращается к более прозаичному Портеру, который — к счастью для Лейлы — счастлив вернуть её.

## В ролях
- Эллиот Декстер — Джеймс Денби Портер
- Глория Све́нсон — Лейла Портер
- Сильвия Эштон — миссис Гакни
- Лью Коди —  Ван Сатфен
- Теодор Робертс — епископ, преподобный Томас Торнби
- Джулия Фэй — Нанетт
- Джеймс Нил —  Батлер, дворецкий
- Тед Шоун — Фаун
- Ирвинг Каммингс — эпизод
- Сэм Вуд — эпизод
- Гай Оливер — мистер Фрэнкель, портной

В титрах не указаны
- Джек Малхолл — член игорного клуба
- Реймонд Хэттон — крупье в игорном клубе